# Bevanda alcolica

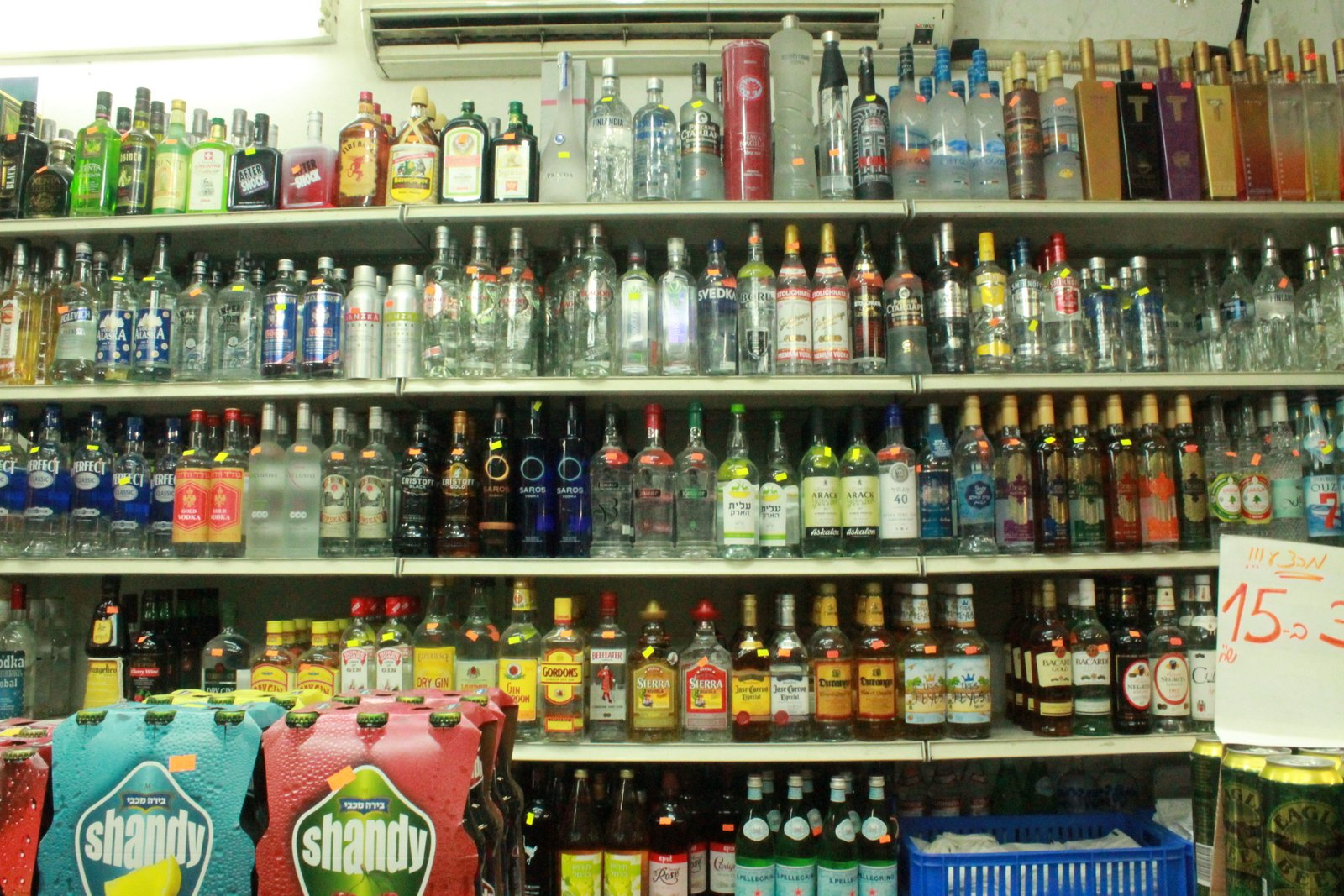
Esposizione di bevande alcoliche all'interno del terzo ricevimento

Una bevanda alcolica è qualsiasi bevanda contenente alcol etilico (anche detto etanolo).

## Storia
Le bevande alcoliche prodotte per fermentazione erano conosciute fin dall'antichità da quasi tutte le civiltà, e usate sia per ragioni mediche (in alcuni luoghi e periodi non era disponibile acqua sicura) o igieniche (in quanto l'alcol ha proprietà antisettiche), sia come integratori alimentari (per il loro apporto di zuccheri), sia per scopi conviviali, per ispirazione artistica o come afrodisiaci.
I distillati alcolici siano stati definiti con le parole aqua vitae ("acqua della vita"), che è lo stesso significato del gaelico uisge beatha, da cui prenderà la denominazione il whisky.
Peraltro processi naturali in grado di produrre alcol da sostanze zuccherine esistono sul nostro pianeta da milioni di anni, ed è stato scoperto nel bagaglio genetico dei primati un gene specializzato per la digestione dell'alcol, più precisamente quello che codifica per l'enzima alcol deidrogenasi da cui è stata proposta la teoria della scimmia ubriaca; questo dettaglio può far pensare che l'uomo, per molto tempo, sia stato a contatto con questa sostanza, tuttavia non si posseggono notizie storiche che confermino questa ipotesi e pare che fino a 10.000 anni fa il consumo di alcol possa essere stato fortuito ed episodico.
L'ipotesi che gli esperti formulano sui primi contatti con l'alcol avvenuti forse nel tardo Paleolitico, sembrano indirizzarsi verso un assaggio occasionale di una quantità di miele scaduto, o di un dattero o della linfa di alcune piante, tutte sostanze caratterizzate dalla presenza di un elemento zuccherino che fermenta in modo naturale. Per la scoperta della birra, l'uomo ha dovuto attendere almeno lo sviluppo della cerealicoltura, basate su grandi raccolti di orzo e frumento. Tavolette mesopotamiche antiche 6.000 anni fa, contengono ricette illustrate per la produzione della birra.
Le fonti storiche confermano, in qualunque caso, che già prima del III millennio a.C., Egizi e Mesopotamici conoscessero bevande simili alla birra. Lo sviluppo dell'agricoltura agevolò la nascita di insediamenti sempre più grandi e sollevò quel grande problema che per molti secoli angustiò i popoli, ossia l'approvvigionamento di acqua potabile.
Per quanto riguarda l'Oriente, l'abitudine molto antica di bollire l'acqua per la preparazione del tè, ha consentito un suo utilizzo sicuro come bevanda, e questa è una delle motivazioni per le quali in Oriente non si è diffusa, anticamente, l'abitudine alle bevande alcoliche.

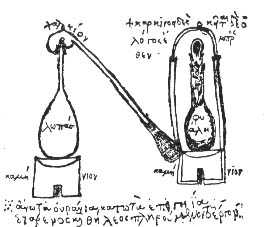
Uno dei primi alambicchi usati per la distillazione illustrato in un manoscritto ellenistico attribuito a Zosimo di Panopoli

In Occidente, al contrario, le bevande alcoliche sono servite anche per sopperire a carenze alimentari, oltreché come antidoto contro le fatiche della vita, e infine come analgesico.
Nei Paesi Occidentali la produzione, la vendita e il consumo di bevande alcoliche è legale, causa della tradizionale abitudine da parte della popolazione di bere alcool. 
Il procedimento della distillazione è invece relativamente più recente; la sua scoperta si fa risalire agli alchimisti islamici dell'VIII secolo d.C., e ai loro epigoni come Raimondo Lullo e Arnaldo da Villanova, che aprirono le porte al consumo dei superalcolici, consentendo di superare la barriera del 16 per cento di gradazione alcolica, causata dalla non tollerabilità dei lieviti nei confronti di una concentrazione superiore.
All'alchimia araba medievale si deve pertanto la denominazione odierna di alcool, che propriamente consisteva nello «spirito» vivente, assimilabile a un demone, ottenuto appunto dalla distillazione, cioè dal procedimento alchemico di morte degli elementi materiali e grossolani di una sostanza, per coglierne l'essenza pura e aeriforme, come avveniva ad esempio nel caso della trasmutazione dei metalli vili in oro, o in qualunque trasformazione di un elemento corrotto nella sua Luce divina originaria.
Il consumo di superalcolici si diffuse rapidamente in Europa e impazzò almeno fino al XVII secolo, quando anche nel Vecchio Continente penetrarono bevande come il caffè, il tè e il cacao, analcoliche e sicure, grazie all'acqua bollita.
L'abuso di alcol venne catalogato come malattia, anche da un punto di vista medico-sanitario, solamente nel XX secolo, quando l'uso corrente di acqua potabile, rese non plausibile l'uso della bevanda alcolica per ragioni di salute.

## Descrizione

### Modalità di produzione
Una bevanda alcolica si può ottenere mediante:
- fermentazione alcolica degli zuccheri contenuti nei frutti o nei cereali (ad esempio il vino dall' uva o la birra dall' orzo);
- distillazione (per ottenere acquavite) di:
  - bevande fermentate (ad esempio il brandy dal vino);
  - cereali o altri vegetali ricchi di glucidi o amidi (ad esempio la vodka da grano e patate);
  - residui della produzione di bevande fermentate (ad esempio la grappa dalle vinacce).
- assemblaggio diretto di alcol di origine agricola con olii essenziali ottenuti dalla distillazione di erbe officinali, frutta, scorze di agrumi, ecc., oppure ottenuti dalla macerazione (a freddo), infusione (a caldo) o percolazione dell'alcol o altro solvente con le essenze citate. Questi miscugli vengono successivamente completati con sciroppo di zucchero, acqua (per il raggiungimento della gradazione alcolica desiderata), ed eventualmente coloranti. In tali casi le bevande alcoliche vengono denominate liquori o amari (che sono due prodotti diversi);
- aromatizzazione del vino (vini aromatizzati) o altri prodotti vinicoli aromatizzati;
- miscelazione di prodotti alcolici con altre sostanze per ottenere cocktail.

### Aspetti commerciali
Commercialmente si possono distinguere due grandi categorie di bevande alcoliche, ovvero gli alcolici a bassa gradazione, inferiore ai 21 %vol, come ad esempio la birra o il vino, ed i superalcolici, con gradazione alcolica superiore ai 21 %vol. 
Nonostante ciò, le bevande possono essere definite analcoliche quando contengono da 0 a 1,3 gradi alcolici, alcoliche quando contengono da 1,4 a 20 gradi alcolici e, superalcoliche quando contengono dai 21 gradi alcolici a salire.

## Classificazione in base alla materia prima
| Cereali             | Bevanda fermentata                                                            | Bevanda distillata                                                                              | Liquore                                                                                 |
| ------------------- | ----------------------------------------------------------------------------- | ----------------------------------------------------------------------------------------------- | --------------------------------------------------------------------------------------- |
| Grano               | birra di frumento                                                             | Vodka, horilka, weizenkorn                                                                      |                                                                                         |
| Grano saraceno      |                                                                               | buckwheat whisky, shōchū (sobajōchū)                                                            |                                                                                         |
| Mais                | chicha, tesgüino                                                              | bourbon, moonshine                                                                              |                                                                                         |
| Miglio              | tongba, boza                                                                  |                                                                                                 |                                                                                         |
| Orzo                | birra, barley wine                                                            | gin, Scotch whisky, Irish whiskey, jenever, shōchū (mugijōchū), soju, baijiu                    |                                                                                         |
| Riso                | brem, cheongju, choujiu, chuak, huangjiu, makgeolli, sakè, sato, sonti, thwon | aila, awamori, lao khao, mei kwei lu chew, shōchū (komejōchū)                                   |                                                                                         |
| Segale              | roggenbier, kvas                                                              | rye whiskey, korn, vodka                                                                        |                                                                                         |
| Sorgo               | burukutu, merisa, bilibili, pito                                              | maotai                                                                                          | kaoliang liquor                                                                         |
| Frutta              | Bevanda fermentata                                                            | Bevanda distillata                                                                              | Liquore                                                                                 |
| Albicocca           |                                                                               | kajsijevača                                                                                     |                                                                                         |
| Anacardio           |                                                                               |                                                                                                 | feni                                                                                    |
| Ananas              | tepache                                                                       |                                                                                                 |                                                                                         |
| Bacche di ginepro   |                                                                               | borovička                                                                                       |                                                                                         |
| Bacche di goji      | gouqi jiu                                                                     | gouqi jiu                                                                                       |                                                                                         |
| Banana              | birra di banana                                                               |                                                                                                 |                                                                                         |
| Ciliegia            |                                                                               | kirsch                                                                                          |                                                                                         |
| Cocco               | toddy                                                                         | lambanog                                                                                        |                                                                                         |
| Mela                | apfelwein, sidro                                                              | applejack, calvados, jabukovača                                                                 |                                                                                         |
| Mirtilli            |                                                                               | borovnica                                                                                       |                                                                                         |
| Pera                | poiré                                                                         | kruškovača,                                                                                     |                                                                                         |
| Prugna              |                                                                               | slivovitz, pálinka, țuică                                                                       | umeshu                                                                                  |
| Sansa               |                                                                               | grappa, marc, tsipouro, tsikoudia, orujo, zivania, bagaço, tescovină                            |                                                                                         |
| Uva                 | vino, vermut, sherry, madera, marsala, porto, vinsanto                        | armagnac, brandy, cognac, pisco, acquavite d'uva, lozovača, singani, törkölypálinka, branntwein |                                                                                         |
| Zenzero             | ginger ale, ginger beer, ginger wine                                          |                                                                                                 |                                                                                         |
| Vegetali            | Bevanda fermentata                                                            | Bevanda distillata                                                                              | Liquore                                                                                 |
| Agave               | pulque                                                                        | tequila, mescal, raicilla                                                                       |                                                                                         |
| Patata              |                                                                               | horilka, vodka, aquavit, poitín, tuzemák                                                        |                                                                                         |
| Zucchero di canna   | basi                                                                          | aguardiente, rum, cachaça, desi daru,                                                           | Sang som, mama juana                                                                    |
| Altre materie prime | Bevanda fermentata                                                            | Bevanda distillata                                                                              | Liquore                                                                                 |
| Anice               |                                                                               |                                                                                                 | mastika, ouzo, pastis, arak, sambuca, mistrà                                            |
| Succo di palma      | vino di palma                                                                 | arrak                                                                                           |                                                                                         |
| Sciroppo di miele   | idromele, tej, sima                                                           |                                                                                                 |                                                                                         |
| Latte               | kumis, kéfir                                                                  |                                                                                                 |                                                                                         |
| Erbe aromatiche     |                                                                               | acquavite di genziana                                                                           | Centerba, Amaro Lucano, Certosino, Latte di suocera, Arquebuse, Bénédictine, Chartreuse |

## Le conseguenze sulla salute
L’alcol è uno dei principali fattori di rischio di malattia, disabilità e mortalità prematura in Italia, in Europa, nel mondo. Rappresenta la prima sostanza induttrice di dipendenza con alto impatto sociale, connotandosi come sostanza tossica, cancerogena, calorica, e spesso associata ad altre dipendenze da sostanze e da comportamenti.
L'etanolo ha molteplici effetti sull'organismo umano, di natura:
- energetica, viene convertito in acetil CoA eludendo il ciclo di Krebs;
- farmacologica, di ampio spettro: ha sia funzione diretta su recettori determinati, sia azione aspecifica, in particolar modo destabilizzando le membrane cellulari;
- tossica, a livello epatico, pancreatico e cerebrale, ma non solo (ad esempio delirium tremens);
- di dipendenza, sviluppando diversi disturbi psichici: demenza, psicosi, disturbi dell'umore, d'ansia, disfunzione sessuale, disturbi del sonno.

Nel consumo cronico si tende invece alla sostituzione di maggior parte della dieta con l'alcol: questo porta alla caratteristica deficienza in tiamina tipica dell'etilista, con conseguenti neuropatie del sistema nervoso centrale. Inoltre è fattore di rischio di numerose patologie come cirrosi epatica, e cancro.
Gli individui cosiddetti “alcolisti” manifestano primariamente alcuni sintomi, quali la sofferenza determinata dall'astinenza da tali bevande, la richiesta di dosi sempre maggiori e infine episodi di perdita di controllo.
L'abuso di alcol in gravidanza può causare danni fisici e mentali al feto.
L'etilismo  o malattia dell'alcolismo è considerato un problema sociale essendo una causa importante di violenze e di incidenti automobilistici: dal 2002 il livello di alcolemia accettato per i guidatori è sceso da 80 a 50 mg/100ml.
Nella classifica di pericolosità delle varie droghe stilata dalla rivista medica Lancet, gli alcolici occupano il primo posto. L'alcol è una droga dannosa anche per la società. L'abuso di alcol è associato ad un aumentato rischio di commettere reati, guida in stato di ebbrezza e aggressioni. Il comportamento di un alcolizzato può portare a conflitti coniugali o contribuire ai casi di violenza domestica.

## Il rapporto con la religione
Alle bevande alcoliche sono stati anche attribuiti significati simbolici o religiosi, ad esempio nell'antica Grecia nell'ambito dei riti dionisiaci, nella religione cristiana come elemento simbolico nell'eucaristia, o nella Pasqua ebraica (Pesach). 
Nonostante questo, complessivamente l'Antico Testamento condanna l'abuso di alcol (cui peraltro soggiacque il Patriarca Noè) e i Padri della Chiesa invitarono alla moderazione nell'assunzione del vino. Un sacerdote deve comunque assumerne una moderata quantità per la celebrazione eucaristica, assieme al pane o all'ostia, per cui in seminario spesso non vengono ammessi aspiranti preti intolleranti al glutine e/o all'alcol. Altre religioni invece (principalmente l'Islam) proibiscono il consumo di bevande alcoliche.
La dottrina islamica ha come scopo primario quello di garantire a coloro che la praticano, una vita sana, priva cioè dell’assunzione di sostanze che la possano danneggiare in qualche modo. Per tale motivo l’alcol fa parte di una di quelle bevande rigorosamente vietate (ma in una parte non esigua della giurisprudenza si discute della liceità del suo consumo a scopo terapeutico) nel caso in cui si vogliano seguire correttamente i principi della dottrina islamica.
Ciò non toglie che nel Corano siano presenti differenti indicazioni a proposito del consumo delle bevande inebrianti, globalmente definite "vino" (khamr), malgrado nella Penisola araba si trattasse nella maggior parte dei casi di vino di datteri, o di fichi secchi o altri frutti zuccherini fatti fermentare naturalmente, e non di vino d'uva..
Vale tuttavia quello che, in base alla teoria del "versetto abrogante e del versetto abrigato" (nāsikh e mansūkh), è considerato l'ultimo versetto rivelato a tal proposito nel Corano, che dice:
91. In verità col vino e il gioco d'azzardo, Satana vuole seminare inimicizia e odio tra di voi e allontanarvi dal Ricordo di Allah e dall'orazione. Ve ne asterrete dunque?»
(Sura 5, versetti 90-91)
Anche a Maometto viene attribuito il ḥadīth assai dubbio che dice: "Dio maledice il vino e l'alcol, e così anche le persone che li producono, li bevono, li portano, li ricevono, li vendono, li comprano, e chi ne versa".
È probabile che il divieto del consumo di bevande alcoliche, giunto dopo altri versetti che ne autorizzavano lodandone le positive caratteristiche e dopo un versetto "neutrale", sia dipeso dalla volontà di eliminare le tracce residue di antichi riti pagani preislamici, in cui si faceva ricorso a libagioni collettive e a offerte votive di vino da versare sugli idoli del Hijaz e dell'Arabia in genere
Non tutti i paesi musulmani proibiscono gli alcolici. La Turchia legalizzò l'alcol sotto Ataturk, noto per essere un gran bevitore. Una buona parte di islamici consuma regolarmente birra e vino, specie nei paesi occidentali. Molti paesi a maggioranza islamica non hanno mai avuto invece la proibizione dell'alcol in tempi moderni (es. Tunisia, Marocco, Egitto, Libano, Siria, Bahrein...), mentre alcuni lo consentono ai non musulmani.
Alcuni imam sunniti inoltre considerano lecito consumare bevande con gradazione molto bassa (birra analcolica con 0,5% di volume di etanolo).
Induismo e buddhismo non vietano l'alcol se non per chi ha pronunciato particolari voti ascetici, ad esempio chi è divenuto monaco buddhista. Tuttavia il Buddha e i primi maestri sconsigliano l'alcol se non in modica quantità, in quanto offusca la mente. Un'eccezione è il Giappone, dove la bevanda tradizionale, il sakè, non è vietata dal buddhismo giapponese e talvolta è consumata modicamente anche dai monaci.

## Legislazione nel mondo

### Italia
In Italia la somministrazione, ovvero il consumo in loco, di bevande alcoliche è legale a partire dai 18 anni di età; un esercente di un locale può dunque somministrare alcolici ai clienti che hanno compiuto almeno 18 anni. La somministrazione di bevande alcoliche rimane illegale ai sensi dell'art. 689 del codice penale verso minori di 16 anni o persone che presentano una manifesta infermità mentale. (La vendita a minore di 16 è reato ex art. 689 C.P. a minore di 18 anni prevede una sanzione amministrativa LEGGE 30 marzo 2001, n. 125 art 14 ter.) 
Nel 2013 il 63,9% della popolazione italiana over 11 ha consumato almeno una volta nell'anno una bevanda alcolica. Statistiche del 2001 hanno stimato che tra gli italiani i consumatori sono principalmente residenti al nord e in genere appartenenti a ceti medio-superiori.